# Unterer Schalker Teich
Der Untere Schalker Teich, auch einfach Schalker Teich genannt, ist eine kleine Talsperre, die im Zusammenhang mit dem Oberharzer Wasserregal in der Nähe von Schulenberg im Oberharz entstanden ist. Mit einer Dammhöhe von 11,28 Metern staut sie eine Wassermenge von 151.000 Kubikmetern. Die Stauanlage gehört zu den Oberharzer Teichen und ist Bestandteil des Weltkulturerbes Bergwerk Rammelsberg, Altstadt von Goslar und Oberharzer Wasserwirtschaft.

## Geschichte
Der Teich wurde in den Jahren 1729 bis 1733 zur Wasserversorgung der unterhalb gelegenen Gruben und Pochwerke, denen das Wasser teilweise mit Wassergräben zugeleitet wurde, angelegt.
Heute verlaufen am Unteren Schalker Teich mehrere Wanderwege, insbesondere zur Schalke, nach Festenburg und nach Mittelschulenberg.

## Namensgebung
Seinen Namen hat der Schalker Teich vom gleichnamigen Bach Schalke, der hier aufgestaut wird. Der Bach ist benannt nach dem gleichnamigen Berg Schalke, an dem er entspringt. Auch das dazugehörige Tal wird Schalketal genannt.

## Dammbruch am 26. Dezember 1733
Der Damm brach am Zweiten Weihnachtstag 1733. Der dadurch ausgelösten Flutwelle fielen in der unterhalb gelegenen Ortschaft Schulenberg sieben Menschen zum Opfer, darüber hinaus zwölf Kühe und ein Pferd. Des Weiteren ist ein erheblicher Sachschaden entstanden. Da seitens des Bergamtes sofort eine Untersuchung veranlasst wurde, die in den Protokollen gut dokumentiert ist, können der Ablauf dieses Dammbruches und seine Ursachen heute noch gut nachvollzogen werden:

Zeichnung des gebrochenen Dammes nach dem Schadensfall von 1733

Der Untere Schalker Teich wurde in den Jahren 1729 bis 1733 völlig neu errichtet, und zwar als ein Teich der neuen Bauart, das heißt mit einer Kerndichtung in der Dammmitte. Im Jahre 1733 hatte er seine endgültige Höhe erreicht. Er befand sich zum Unglückszeitpunkt quasi noch im Probestau.
Bereits 14 Tage vor dem Bruch wurden vom zuständigen Grabensteiger Risse in der Dammkrone festgestellt, nämlich Risse längs des Dammes zwischen der Rasensodendichtung und der wasserseitigen Dammschüttung. In der Woche vor Weihnachten wurden auch lokale Setzungen in der wasserseitigen Dammschüttung von mehreren Zentimetern festgestellt und immer wieder neue und größere Risse in Längsrichtung des Dammes zwischen Dichtung und wasserseitiger Dammschüttung. Diese Risse und Setzungen wurden vom Personal immer wieder aufgefüllt und ausgeglichen, zuletzt am Unglückstage waren 20 Mann vor Ort damit beschäftigt, die permanent neu auftretenden Setzungen und Risse zu verfüllen. Gegen Abend brach der Damm dann mit einem lauten Krachen vor Augen und Ohren von Grabensteiger und Arbeitern.
Die Unglücksursache lässt sich heute gut nachvollziehen: Bis 1714 baute man die Oberharzer Staudämme mit einer Dichtung an der wasserseitigen Böschung (Alte Bauart). Der Untere Schalker Teich gehörte zu den ersten Teichen der „neuen“ Bauart, hatte seine Dichtung jetzt in der Dammmitte. Diese Bauart hatte gegenüber der „alten“ Bauart einen entscheidenden Nachteil: Da im Dammkörper als Widerlager gegen den Wasserdruck nur der Bereich hinter der Dichtung zur Verfügung steht, ist der Stützkörper erheblich geschrumpft.
Bei einem Teichdamm von etwa 10 m Stauhöhe drückt das angestaute Wasser mit einer Kraft von 50 Tonnen auf jeden laufenden Meter Damm. Der Druck wirkt auf die Stelle, an der die Dichtung sitzt und kann den Damm wegschieben, wenn er hinter der Dichtung nicht genügend Masse aufweist oder die Dammschüttung nicht ausreichend mit dem Untergrund verzahnt ist.
Stand bei der alten Bauart nahezu der gesamte Dammkörper bis auf Dichtung und einen eventuellen Wellenschutzbelag als Widerlager gegen den Wasserdruck zur Verfügung, so ist es bei der neuen Bauart nur etwa die Hälfte der gesamten Dammschüttung. Damit hatte der Wasserdruck den Damm buchstäblich weggeschoben.
Der Damm des Unteren Schalker Teiches wurde 1734 wieder mit Kerndichtung, jedoch wesentlich breiter, neu geschüttet.

## Sonstiges

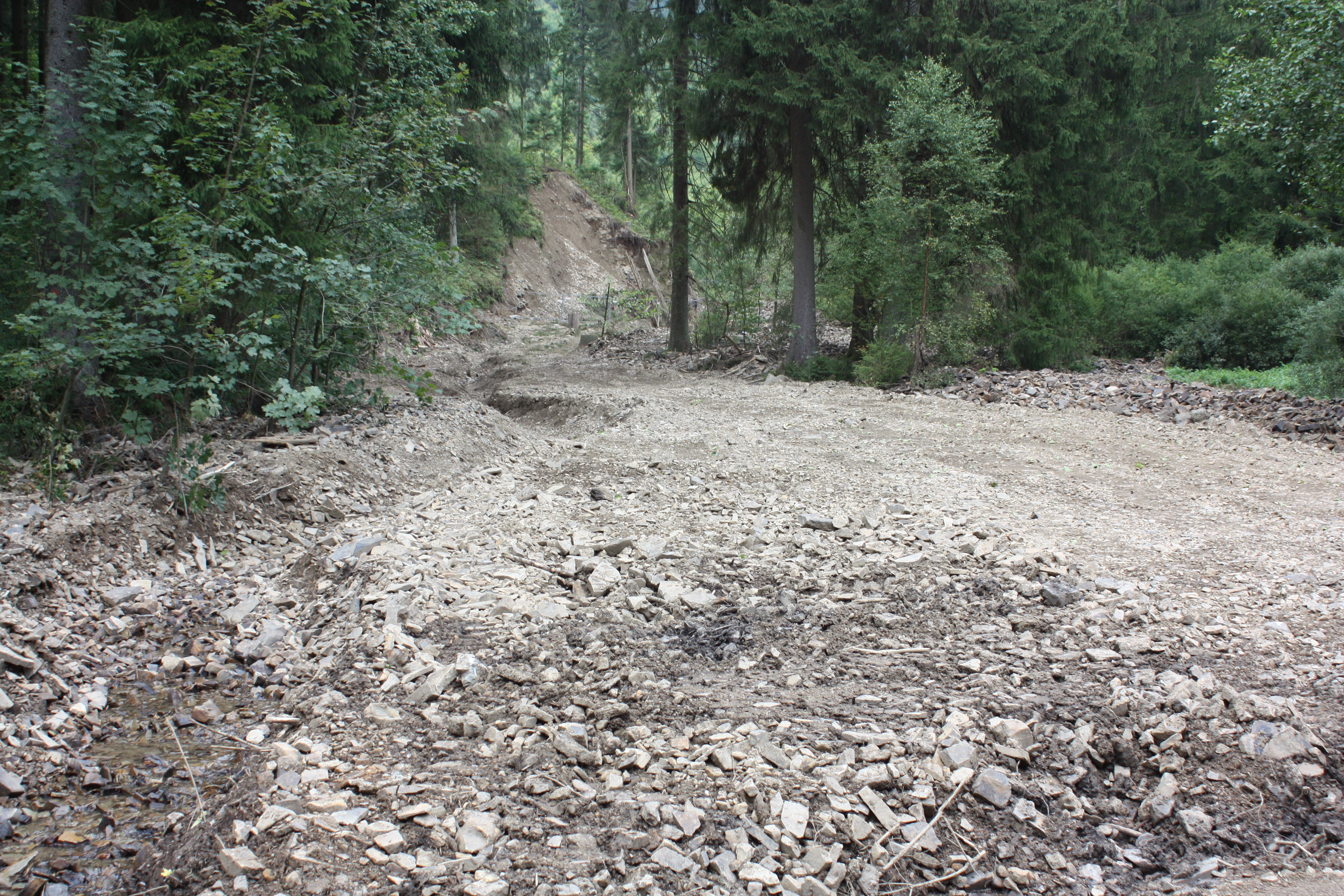
Dammbruch Oberer Schalker Teich nach Jahrhundertregen im Juli 2017 (Hochwasser im Harz und Harzvorland)

Es gab auch einen Mittleren und einen Oberen Schalker Teich. Beide Stauanlagen sind aber bereits im 19. Jahrhundert stillgelegt worden. Gründe der Stilllegung waren wohl einerseits technische Probleme (Undichtigkeiten), andererseits aber auch nachlassender Wasserbedarf der zu versorgenden Bergwerke. Die beeindruckenden Dammreste dieser beiden Teiche können noch einige hundert Meter oberhalb im Tal besichtigt werden. Auch sie bilden Bodendenkmale und gehören damit zu den passiven Anlagen des Oberharzer Wasserregals.
Am 26. Juli 2017 wurden die Einwohner von Oberschulenberg vorübergehend evakuiert, da nach langanhaltenden starken Regenfällen der Damm des eigentlich außer Betrieb befindlichen Oberen Schalker Teiches brach und eine starke Flutwelle in den Schalker Teich floss. Man war sich nicht sicher, ob der Schalker Teich dieser Flutwelle standhält. Tatsächlich ging das Ereignis glimpflich aus und das Dammbauwerk überstand die extreme Überlastung ohne Schäden. Lediglich in der Hochwasserentlastungsanlage mussten Schäden ausgebessert werden.

## Bildergalerie

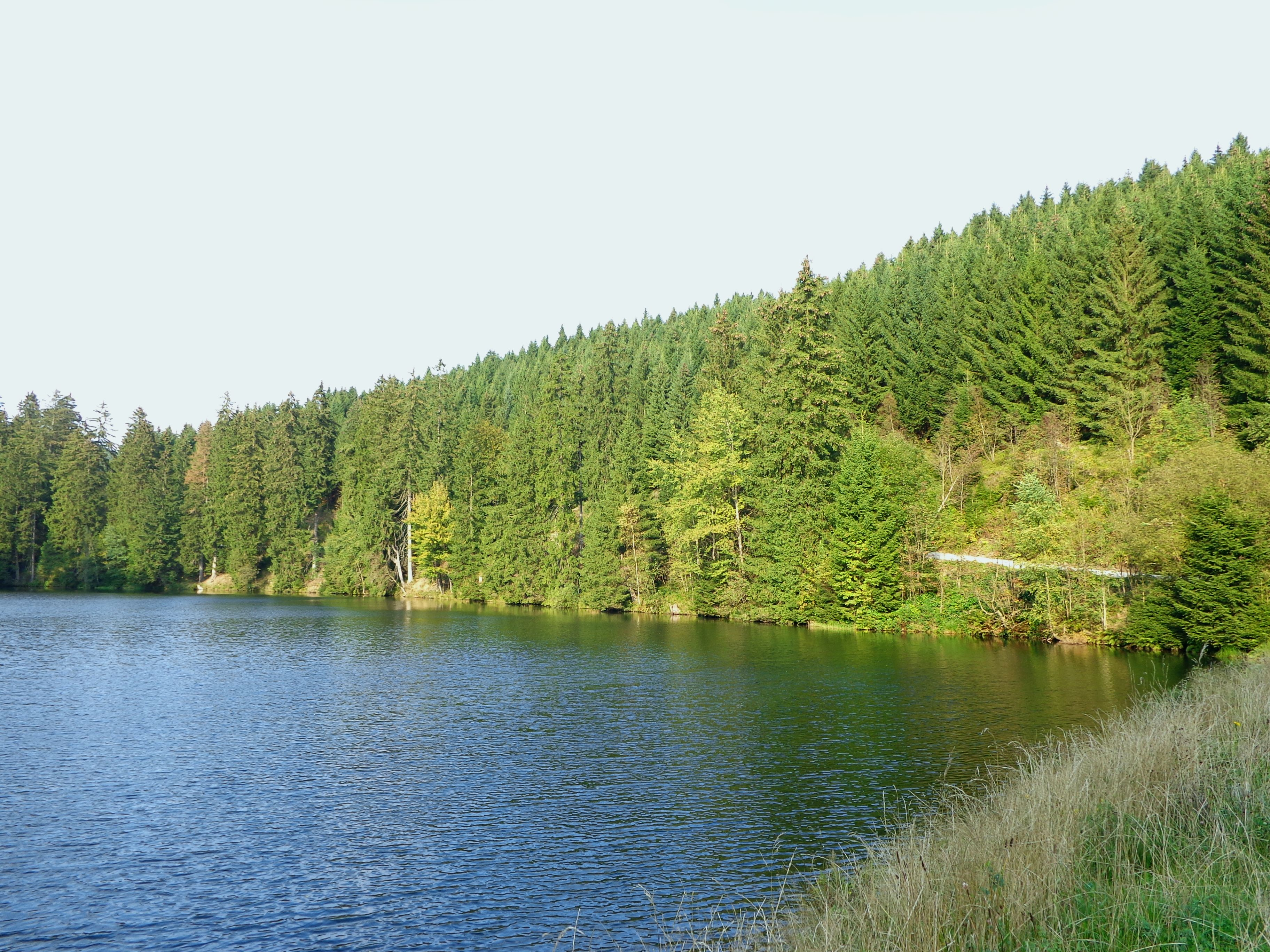
Unterer Schalker Teich vom Staudamm gesehen, September 2014
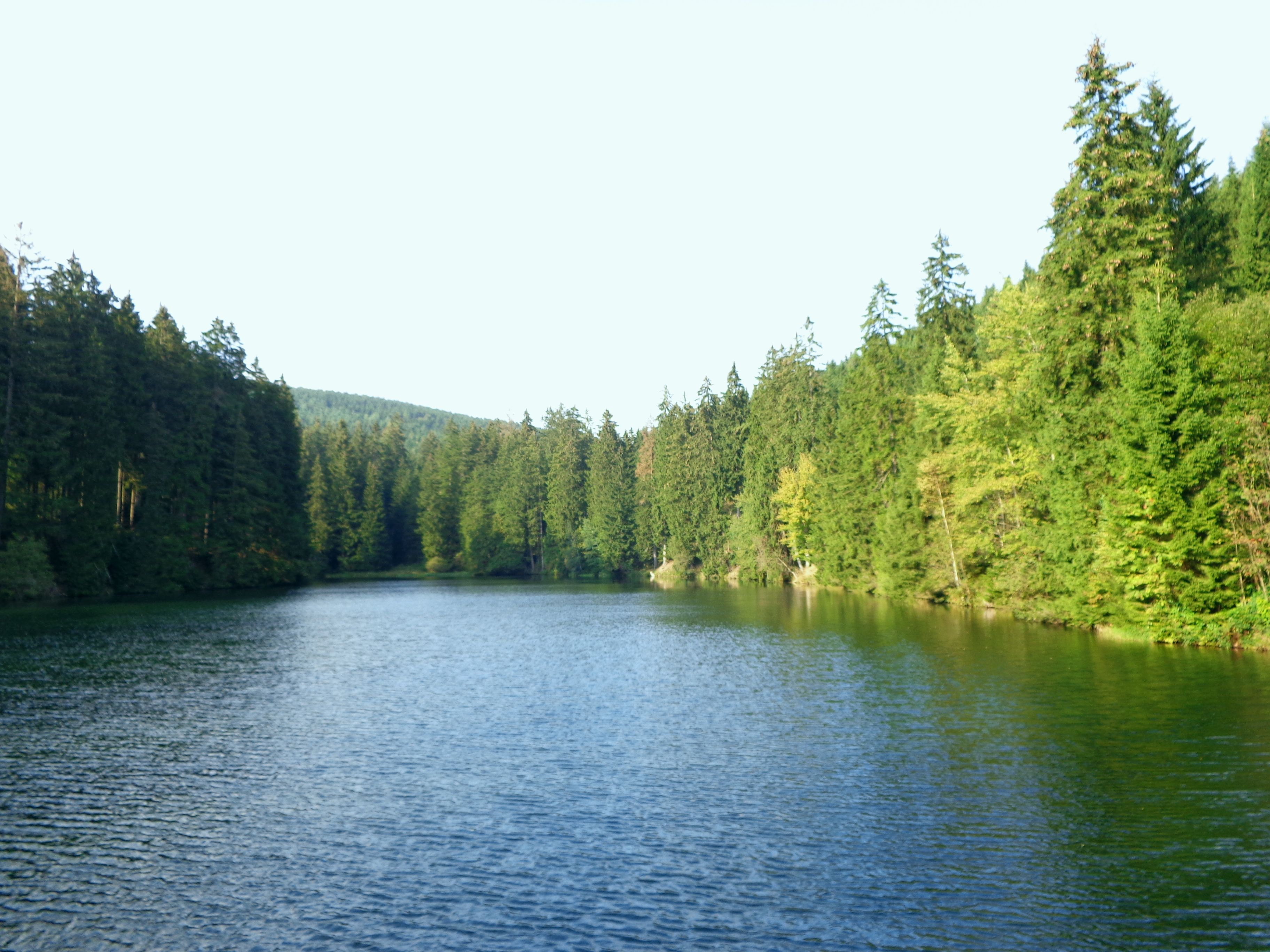
Wasserfläche des Schalker Teiches
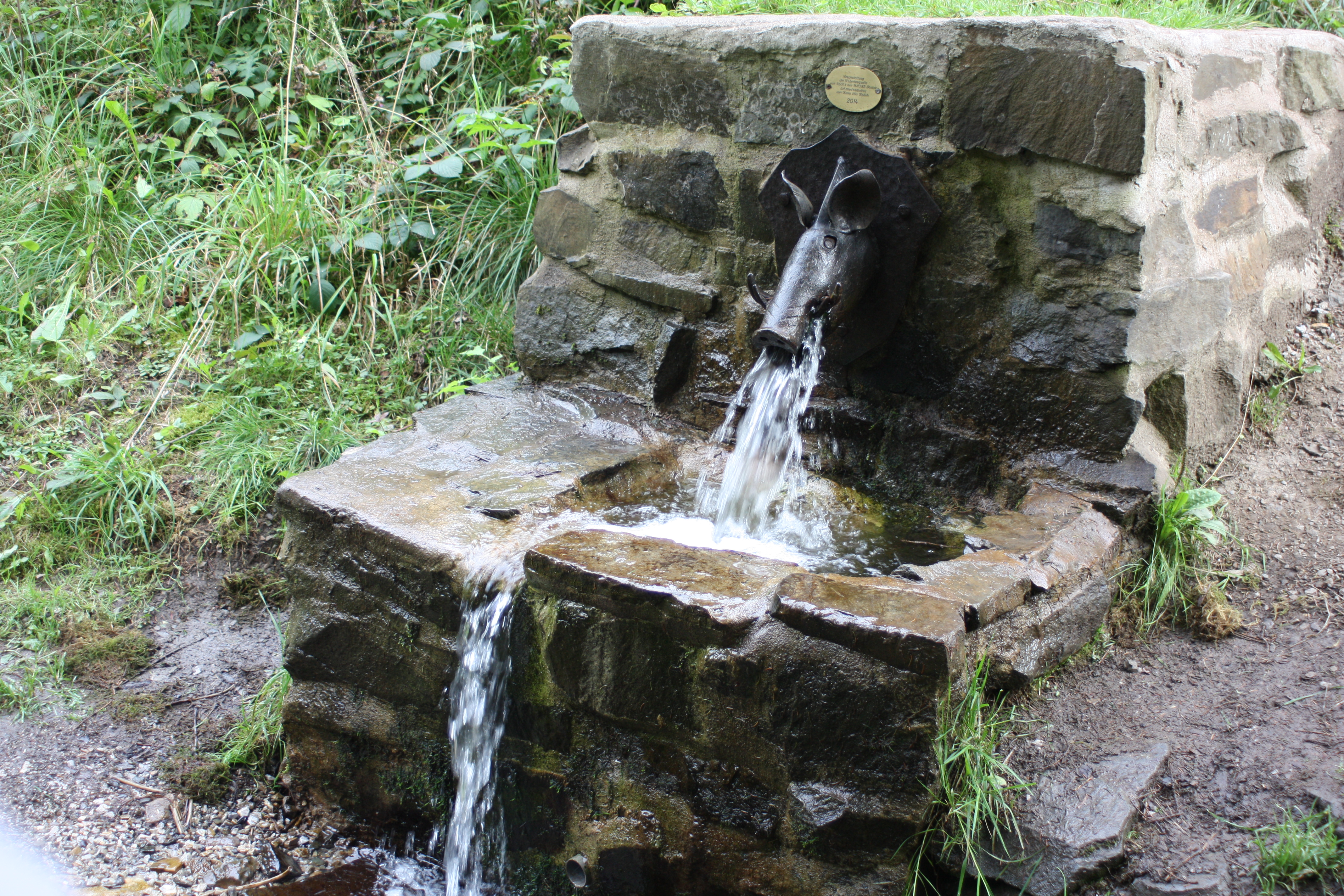
Hubertusquelle Mittlerer Schalker Teich